# Biandrate
Biandrate är en ort och kommun i provinsen Novara i regionen Piemonte i Italien. Kommunen hade 1 302 invånare (2018).